# Niniola
Niniola Apata, connue sous son nom de scène Niniola, est une chanteuse et compositrice nigériane.

## Biographie
Elle naît le 16 décembre 1986 à Lagos au Nigéria. Elle se fait connaître lors de sa participation à l'émission Project Fame West Africa (en). Nommée en 2015 et 2016 aux Nigeria Entertainment Awards (en), elle emporte aux Afrima Award 2016, le prix de la meilleure collaboration africaine, qu'elle partage avec Eddy Kenzo.

## Source de la traduction
- (en) Cet article est partiellement ou en totalité issu de l’article de Wikipédia en anglais intitulé « Niniola » (voir la liste des auteurs).